# ネットマイル
株式会社ネットマイルは東京都千代田区に本社を置く、ポイントプログラム事業とアドネットワーク事業を行う企業。

## 概要
インターネット共通ポイントプログラム「ネットマイル」を運営。
ポイントプログラム事業のほか、アドネットワーク事業も展開している。

## 沿革
- 2000年11月 - 渋谷区神泉町に「株式会社ネットマイル」を設立。
- 2001年4月 - インターネット共通ポイントプログラム「NetMile（ネットマイル）」サービス開始。
- 2003年7月 - 三井物産株式会社が筆頭株主に。
- 2004年10月 - 本社を東京都千代田区神田錦町に移転。
- 2005年
  - 3月 - インターネット調査事業「NetMileリサーチ」開始。
  - 8月 - 「プライバシーマーク」を取得。
- 2006年11月1日 - 代表取締役社長が水野千秋から山本雅に交代。
- 2007年2月 - 日本インターネットポイント協議会（JIPC）を13社と共同で設立。
- 2008年
  - 9月 - ポイントシステムASP「ネットマイル EasyポイントASP」サービス開始。
  - 11月11日 - プリンスポイントと交換開始。
  - 12月18日 - ネットマイルリサーチ「Easyクロス」の提供開始。
- 2009年
  - 1月13日 - nanacoギフトへの交換開始。
  - 1月20日 - 三井住友銀行と交換開始。
  - 2月23日 - 本社を東京都千代田区麹町に移転。
  - 4月14日 - ネットマイルリサーチ「Areaリサーチ」のサービス開始。
  - 5月18日 - Tポイントへの交換開始。
  - 7月7日 - 「ネットマイルブログ Powered by So-net blog」のサービス開始。
  - 10月6日 - 「ネットマイルトラベル」のサービス開始。
- 2010年
  - 2月1日 - 創業者の畑野仁一がMBOにより代表取締役に復帰。三井物産は全株式を売却し、連結子会社から外れる。
  - 7月26日 - ネットマイルブログ Powered by So-net blog のサービス廃止[1]。

## ユニークなサービス
2008年7月8日から10月31日までにため蔵さんというキャラクターの初登場で期間中、150mileごと計8ステージでため蔵さんが貧乏人スタイルから王様スタイルに変身するというもの。
これといってユーザーへの還元的なものはない。
2008年10月から12月に3000mileをためると翌年の1ヶ月間に通常の1.5倍のレート（換金先9社のみで5000mileまで）を行う。
2009年4月より、ネットマイルをファミリーマートで使える商品割引券への交換を開始した。ファミリーマートのFamiポートを使って割引券を入手するのが特色。
2009年8月から11月に3000mileをためると、12月に通常の1.5倍のレート（換金先9社のみで5000mileまで）に交換できるキャンペーンを行う。

## 会員情報流出事件
2007年3月27日、創業当初にアルバイトとして勤務していた人物の私用パソコンから、個人情報4,093件、一般顧客の個人情報1,985件がWinnyを通じて流出するという事態がおきた。

## 就職希望者批判事件
2011年8月9日、社員がGoogle+サービスを利用して、自社への就業希望者の面接に当たったことを話題にし、面接希望者の個人情報の一部（本名、年齢、学歴など）を公開。面接希望者の経歴と態度を嘲笑しながら、面接試験を"実況中継"する事態が起きた。
今回の問題についてネットマイル社は、緊急に調査を行い、8月9日に採用面接を行っていた事、当該社員が存在している事は認めたものの、人事部門に所属しておらず、これまでに一度も面接を行ったことはなく、応募情報について目にする機会がなかったと、面接実況そのものが架空のものであったと説明し、謝罪した。